# Aristolochia triangularis
Aristolochia triangularis Cham. – gatunek rośliny z rodziny kokornakowatych (Aristolochiaceae Juss.). Występuje naturalnie w Argentynie, Paragwaju i Brazylii (w stanach Rondônia, Mato Grosso, Mato Grosso do Sul, Minas Gerais, Rio de Janeiro, São Paulo, Parana, Rio Grande do Sul oraz Santa Catarina).

## Morfologia
PokrójBylina pnąca.
LiścieMają trójkątny, sercowaty lub grotowaty kształt. Mają 5–16 cm długości oraz 4–13 cm szerokości. Całobrzegie, z ostrym lub ogoniastym wierzchołkiem. Ogonek liściowy jest nagi i ma długość 2–5,5 cm.
KwiatyPojedyncze lub zebrane są po 2–12 w gronach.
OwoceTorebki o jajowatym kształcie. Mają 1,5–2 cm długości i 1,5 cm szerokości.

## Biologia i ekologia
Rośnie w wiecznie zielonych, wilgotnych lasach, w lasach wtórnych oraz w zaroślach.